# Neri di Bicci

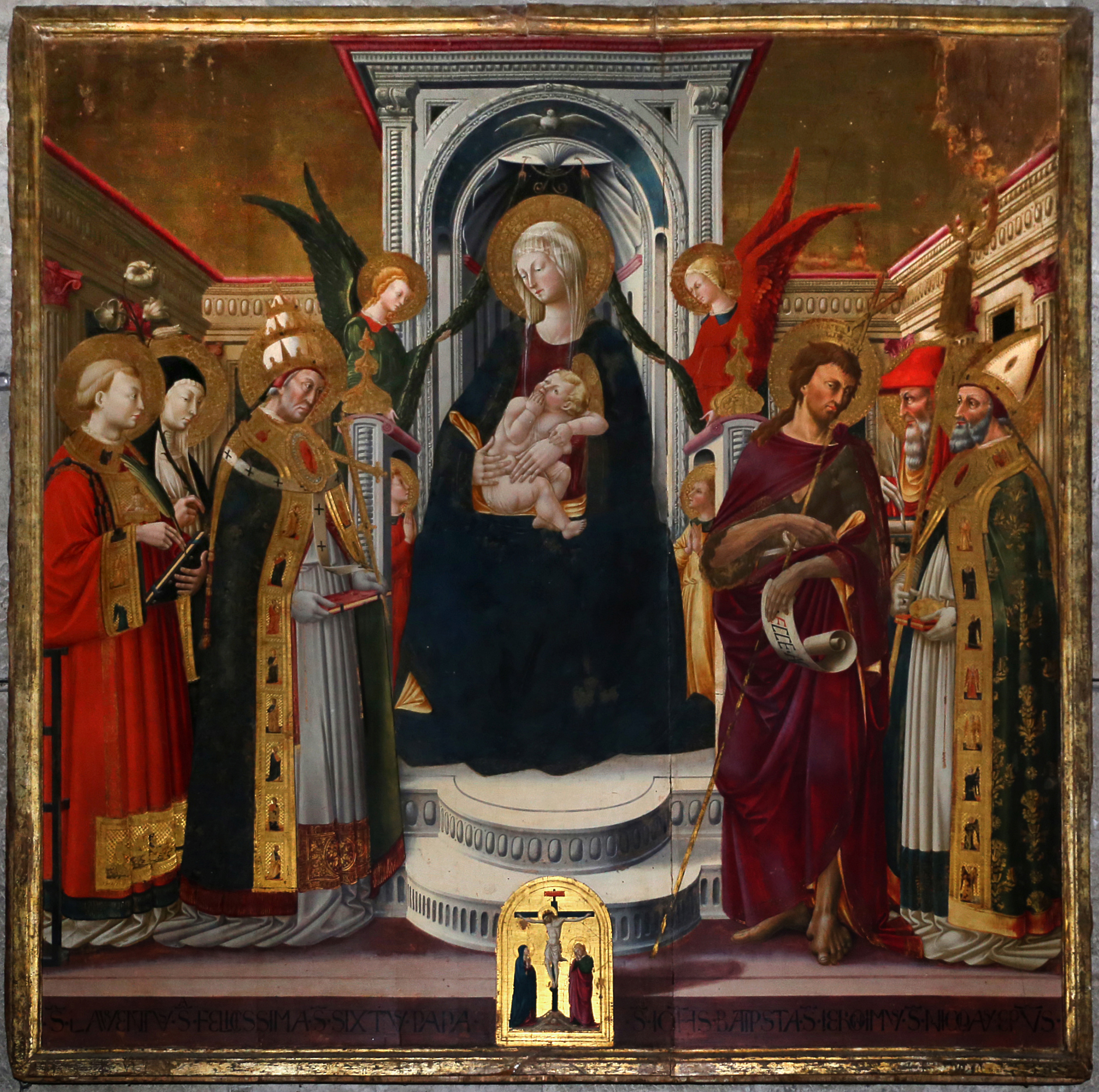
Neri di Bicci, La Virgen y el Niño entre santos, retablo conservado en Viterbo (Italia).

Neri di Bicci (Florencia, 1418 o 1419 – íbid., 1491) fue un pintor italiano del Renacimiento. 
Fue un autor prolífico, sobre todo de temas religiosos, que trabajó principalmente en Florencia con la técnica de la témpera. Era miembro de una saga de artistas: su padre fue Bicci di Lorenzo (1373-1452) y su abuelo, Lorenzo di Bicci (c. 1350-1427) fue también pintor en Florencia, un discípulo de Spinello Aretino. 
No fue un artista muy creativo y se mantuvo fiel a un estilo tradicional, con profusión de oros en los ropajes. Una de sus obras más conocidas es el mural de San Giovanni Gualberto entronizado, con diez Santos vallombrosianos en la iglesia de Santa Trìnita.
Un inventario o libro de apuntes de sus trabajos de 1453-1475, incluyendo los precios cobrados por ellos, se conserva todavía y se guarda en la biblioteca de la Galería de los Uffizi.
Existen ejemplos de él en dos colecciones españolas: MNAC de Barcelona y Colección Casa de Alba (Palacio de Dueñas, Sevilla). 

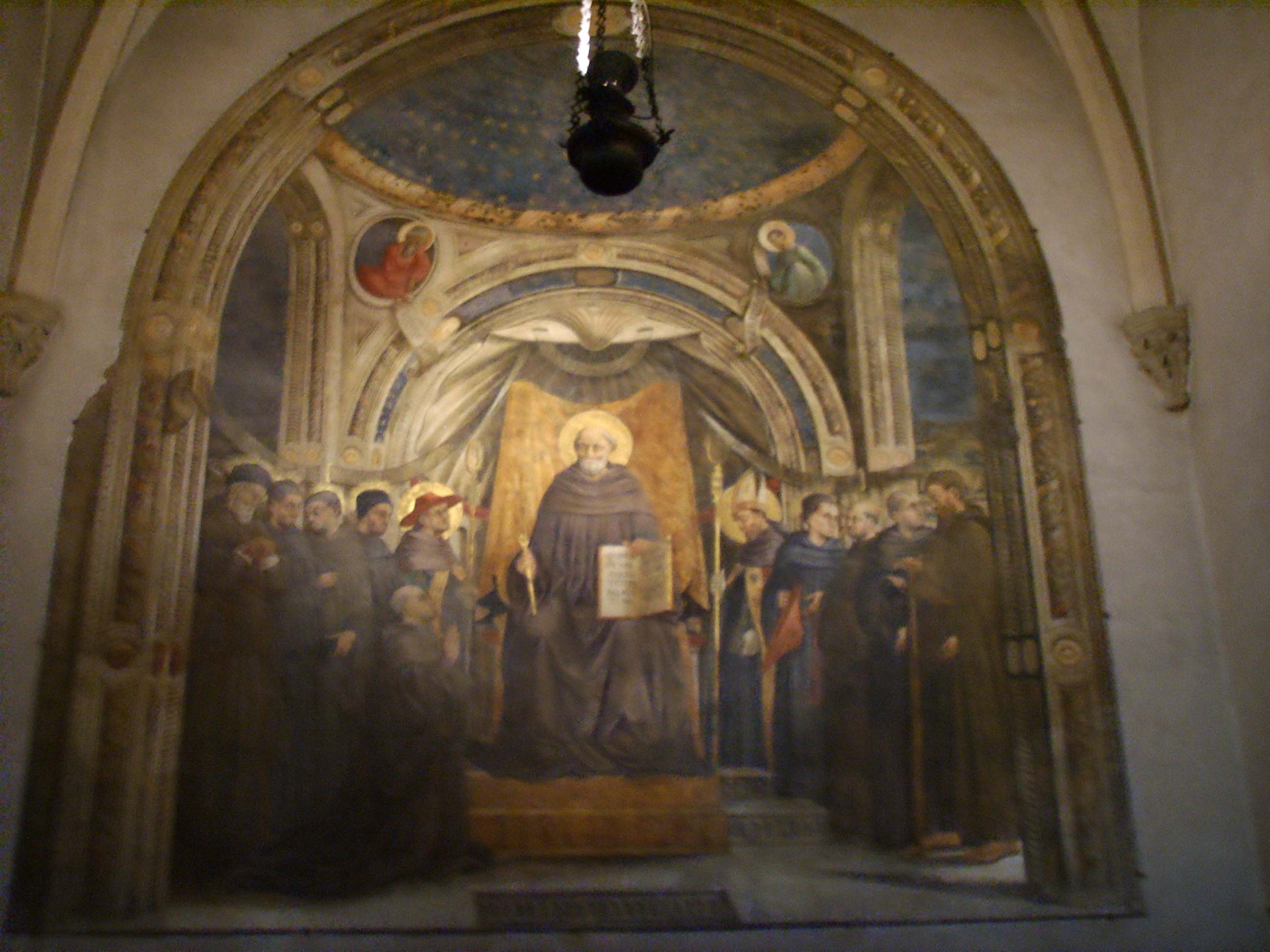
Neri di Bicci, San Giovanni Gualberto y otros santos vallombrosianos, fresco de la iglesia de Santa Trinita, Florencia.